# LU-545
La LU-545 es una carretera de la red primaria básica de Galicia que da acceso al puerto seco de Monforte de Lemos. Tiene una longitud de 2,3 km.
Une el puerto seco de Monforte de Lemos con la carretera LU-933. Está en proyecto su prolongación hacia el sur hasta la N-120.

## Cruces y salidas
| Kilómetro | Cruces y Salidas | Notas |
| --------- | --- | ----- |
| 1,000 km  | LU-933 |       |
| 2,700 km  | 1ª Salida: Puerto seco 2ª Salida: LU-933                                                                                                  |       |
| 3,320 km  | 1ª Salida: Canal Margen Izquierda 2ª Salida: Puerto seco 3ª Salida: Monforte de Lemos 4ª Salida: Canal Margen Izquierda 5ª Salida: LU-933 |       |